# Micomeseng
Micomeseng (o Mikomenseng) è una città della Guinea Equatoriale. Si trova nella Provincia Kié-Ntem, nella parte continentale del paese, al confine col Camerun.
Si trova a 96 km da Ebebiyín e a 61 km da Niefang. Principali fonti dell'economia cittadina sono l'esportazione di caffè e cacao.